# Минный транспорт

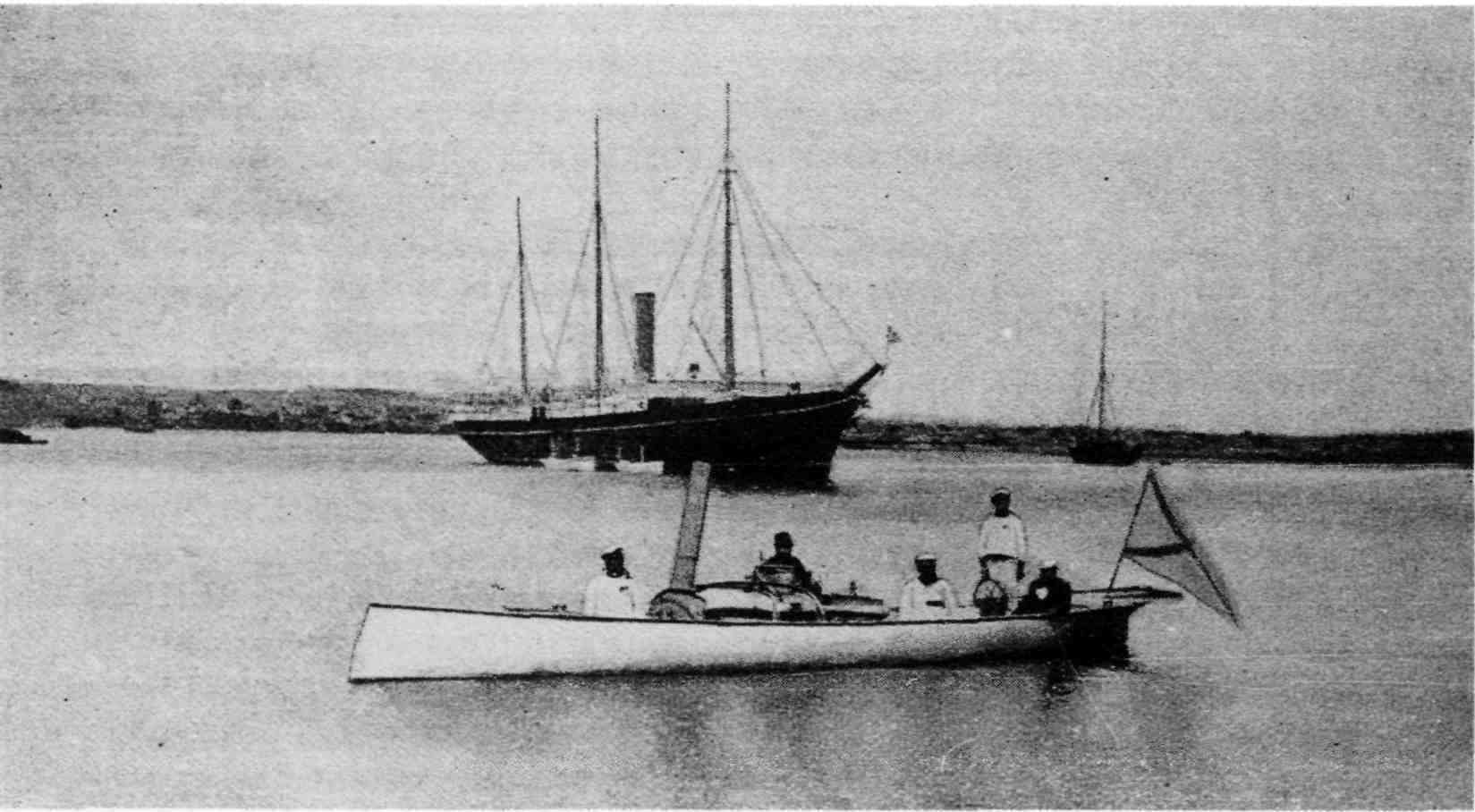
«Великий князь Константин» и его миноноска «Чесма»

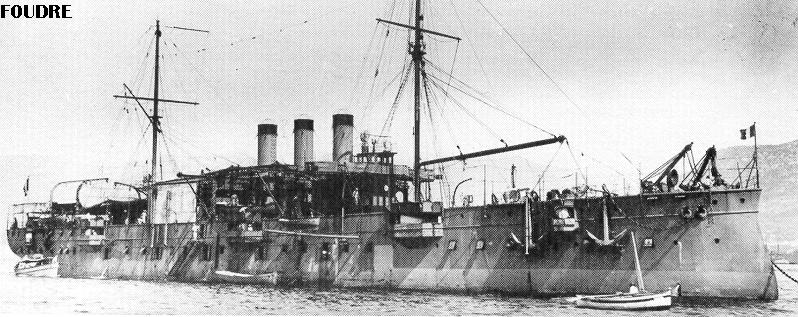
Минный транспорт Foudre

Минный транспорт — крупный корабль, основным назначением которого является доставка минных или торпедных катеров (вооружённых шестовой миной, буксируемой миной или торпедами соответственно) в район операции. Впервые идея создания подобного класса кораблей была предложена С. О. Макаровым в 1876 году. Первым минным кораблём стал переоборудованный в 1877 году пассажирский пароход «Великий князь Константин».

## Применение
Главным достоинством данного класса кораблей являлась большая дальность действия минных или торпедных катеров, что позволило использовать их не только для обороны, но и для наступления. Кроме того, некоторые корабли, подобно российскому «Великий Князь Константин» имели систему, позволяющую быстро прогреть паровые котлы катеров, используя котёл главного корабля. Недостатком же являлось трудность спуска и подъёма катера при штормовой погоде. Эта проблема была решена лишь в годы Второй мировой войны на десантных кораблях класса         «Синсю-мару» и десантных кораблях-доков (LSD).

Тактика ведения боя описал ещё адмирал Фишер, в ответ на вопрос, что бы он стал делать, встретив в море броненосец не уступающий его кораблю:
Я бы постарался по возможности избежать боя, держась вне видимости противника. А дождавшись темноты, я спустил бы на воду и выслал на вражеского броненосца две своих миноноски.
Адмирал Макаров, учитывая скромные возможности минных катеров старого образца, ставил целью атаки лишь стоящие на якоре корабли.

#### Русско-японская война
Русско-японская война показала как высокую эффективность данного класса кораблей, так и его серьёзные недостатки. К началу войны появились торпедные катера, лишённые недостатков минных катеров, но появилась противоминная артиллерия не дававшая  в полной мере реализовать возможности торпедных катеров.

#### Вторая мировая война
В годы Второй мировой войны США использовали транспорт USS Hilo для транспортировки на дальние расстояния патрульных катеров, вооружённых торпедами.

## Минные транспорты (специально модифицированные под эту функцию или специальной постройки)
- минный транспорт «Великий князь Константин» — Российская империя, 1877 год, 4 минных катера
- минный транспорт «Вулкан» — Британская Империя, 1878 год, 6 минных катеров
- минный транспорт «Фудр» — Франция, 1895 год, 8 торпедных катеров
- «Тиохаши», 1889 год, Япония, переоборудован из транспортного судна

## Броненосцы, оснащённые минными или торпедными катерами
- броненосец «Инфлексибл» — Британская Империя, 2 минных катера
- броненосец «Дуилио» — Италия, минный катер
- броненосец «Дандоло» — Италия, минный катер
- броненосец «Ретвизан» — Российская империя, минный катер
- броненосец «Победа» — Российская империя, минный катер